# Liste der Baudenkmäler in Lebach
In der Liste der Baudenkmäler in Lebach sind alle Baudenkmäler der saarländischen Stadt Lebach nach ihren Ortsteilen aufgelistet. Grundlage ist die Veröffentlichung der Landesdenkmalliste im Amtsblatt des Saarlandes vom 22. Dezember 2004 und die aktuelle Teildenkmalliste des Landkreises Saarlouis in der Fassung vom 9. August 2017.

## Aschbach
| Lage               | Bezeichnung                     | Beschreibung | Bild |
| ------------------ | ------------------------------- | --- | ---- |
| Am Mühlenberg Lage | Katholische Kirche St. Maternus | Die Kirche wurde in den Jahren 1949 bis 1951 nach Plänen des Baurat Hoferer (Völklingen) und des Architekten Moritz Gombert aus Saarbrücken errichtet. Das Langhaus mit vier Fensterachsen besitzt einen in die Portalfassade gebauten quadratischen Turm, der sich nach oben leicht verjüngt. Über dem gestuften Portal befindet sich eine hohe Rundbogennische mit Malerei. Der Saalbau mit Kassettendecke besitzt einen rechteckigen Chor. |      |

## Falscheid
| Lage                 | Bezeichnung | Beschreibung | Bild |
| -------------------- | ----------- | ------------ | ---- |
| Hoxbergstraße 3 Lage | Bauernhaus  | Erbaut 1726  |      |

## Gresaubach
| Lage                  | Bezeichnung                                   | Beschreibung | Bild |
| --------------------- | --------------------------------------------- | --- | ---- |
| Im Kleegarten 1 Lage  | Pfarrhaus der kath. Kirchengemeinde Herz Jesu | Das Pfarrhaus wurde in den Jahren 1907/08 von Julius Wirtz erbaut. Das kleine Sandsteingebäude mit Krüppelwalmdach besitzt auf der Eingangsseite drei Fensterachsen. In der mittleren ist im Erdgeschoss über einem rustizierten Sockelgeschoss der Haupteingang. An der Südwestecke der Straßenseite findet sich eine Aussparung. |      |
| Wendalinusstraße      | Altes Schulhaus                               | Das Schulhaus wurde um 1870 erbaut und um 1905 erweitert. |      |
| Wendalinusstraße Lage | Kath. Kirche Herz Jesu                        | Die Kirche wurde 1910 von Dombaumeister Julius Wirtz im Stil des Historismus errichtet, wobei vor allem Formen der Neugotik verwendet wurden. Das Innere der Kirche wird von zwei Schiffen von gleicher Höhe und Breite gegliedert. Im Mittelgang tragen achteckige rote Pfeiler aus Sandstein die Spitzbögen der Kreuzrippengewölbe. Die Decke des Chorraums ist als Netzgewölbe ausgebildet. Die dem Chor gegenüberliegende Seite trägt ein Krüppelwalmdach. |      |

## Knorscheid
| Lage                   | Bezeichnung             | Beschreibung | Bild |
| ---------------------- | ----------------------- | --- | ---- |
| Körpricher Straße Lage | Kath. Kapelle St. Luzia | Die kleine Kapelle wurde 1811 erbaut. Als 1822 das Mobiliar im Schloss La Motte verkauft wurde, ersteigerte eine wohlhabende Familie die Einrichtung der Schlosskapelle und stiftete ihn der Kapelle. Dazu gehörten der barocke Hochaltar mit dem Altarbild des Trierer Hofmalers Jean Louis Connet, Holzstatuen und das gesamte Gestühl. Ursprünglich besaß die Kapelle ein Rundbogenportal, das nach dem Abriss eines Vorbaus durch einen geraden Sandsteinsturz ersetzt wurde. Über dem Portal sitzt ein kleiner Okulus. Ein Dachreiter beherbergt die Glocke. Das zweiachsige Gebäude besitzt eine Ortquaderung als Verzierung. |      |

## Lebach
| Lage                             | Bezeichnung                                                  | Beschreibung | Bild |
| -------------------------------- | ------------------------------------------------------------ | --- | --- |
| Dillinger Straße Lage            | Ensemble Ehemaliger Kasernenkomplex „Hermann Göring“         | Die Kaserne „Hermann Göring“ wurde 1938/39 erbaut und diente vor allem der Ausbildung von Soldaten. Zum Komplex gehören sieben lang gestreckte zweistöckige Verwaltungs- und Wohngebäude, eingeschossige Werkstätten, Wartungs- und Versorgungsgebäude, Fahrzeughallen, die dem hl. Michael geweihte Kapelle mit Pfarrhaus, sowie ein zentraler Aufmarschplatz. Bei den sieben zweigeschossigen Hauptbauwerken und den anderen Funktionsbauwerken handelt es sich um schlichte Putzbauten mit Schiefer gedecktem Krüppelwalmdach. Sie sind gestalterisch sehr ähnlich und variieren nur in der Zahl und Ausrichtung der Zwerchhäuser und Risalite.                               | Die Kaserne „Hermann Göring“ wurde 1938/39 erbaut und diente vor allem der Ausbildung von Soldaten. Zum Komplex gehören sieben lang gestreckte zweistöckige Verwaltungs- und Wohngebäude, eingeschossige Werkstätten, Wartungs- und Versorgungsgebäude, Fahrzeughallen, die dem hl. Michael geweihte Kapelle mit Pfarrhaus, sowie ein zentraler Aufmarschplatz. Bei den sieben zweigeschossigen Hauptbauwerken und den anderen Funktionsbauwerken handelt es sich um schlichte Putzbauten mit Schiefer gedecktem Krüppelwalmdach. Sie sind gestalterisch sehr ähnlich und variieren nur in der Zahl und Ausrichtung der Zwerchhäuser und Risalite. |
| Dillinger Straße Lage            | Ensemble Ehemaliger Kasernenkomplex „Hermann Göring“         | Dillinger Straße, Flur 3, Flurstück 1/206, ehem. Verwaltungs- und Wohngebäude, 1938/39 (Ensemblebestandteil) | |
| Dillinger Straße Lage            | Ensemble Ehemaliger Kasernenkomplex „Hermann Göring“         | Dillinger Straße, Flur 3, Flurstück 1/210, ehem. Verwaltungs- und Wohngebäude, 193/39 (Ensemblebestandteil) | |
| Dillinger Straße Lage            | Ensemble Ehemaliger Kasernenkomplex „Hermann Göring“         | Dillinger Straße, Flur 3, Flurstück 1/205, ehem. Verwaltungs- und Wohngebäude, 1938/39 (Ensemblebestandteil) | |
| Dillinger Straße Lage            | Ensemble Ehemaliger Kasernenkomplex „Hermann Göring“         | Dillinger Straße, Flur 3, Flurstück 1/206, ehem. Verwaltungs- und Wohngebäude, 1938/39 (Ensemblebestandteil) | |
| Dillinger Straße Lage            | Ensemble Ehemaliger Kasernenkomplex „Hermann Göring“         | Dillinger Straße, Flur 3, Flurstück 1/204, ehem. Verwaltungs- und Wohngebäude, 1938/39 (Ensemblebestandteil) | |
| Dillinger Straße Lage            | Ensemble Ehemaliger Kasernenkomplex „Hermann Göring“         | Dillinger Straße, Flur 3, Flurstück 1/222, ehem. Verwaltungs- und Wohngebäude, 1938/39 (Ensemblebestandteil) | |
| Dillinger Straße Lage            | Ensemble Ehemaliger Kasernenkomplex „Hermann Göring“         | Dillinger Straße, Flur 3, Flurstück 1/222, ehem. Verwaltungs- und Wohngebäude, 1938/39 (Ensemblebestandteil) | |
| Dillinger Straße Lage            | Ensemble Ehemaliger Kasernenkomplex „Hermann Göring“         | Dillinger Straße, Flur 3, Flurstück 1/222, ehem. Lagerhalle, 1938/39 (Ensemblebestandteil) | |
| Dillinger Straße Lage            | Ensemble Ehemaliger Kasernenkomplex „Hermann Göring“         | Dillinger Straße, Flur 3, Flurstück 1/222, Eckreihenwohnhaus, 1938/39 (Ensemblebestandteil) | |
| Dillinger Straße Lage            | Ensemble Ehemaliger Kasernenkomplex „Hermann Göring“         | Dillinger Straße, Flur 3, Flurstück 1/222, ehem. Werkstatt, 1938/39 (Ensemblebestandteil) | |
| Dillinger Straße Lage            | Ensemble Ehemaliger Kasernenkomplex „Hermann Göring“         | Dillinger Straße, Flur 3, Flurstück 1/211, 1/212, ehem. Lager- und Werkstattgebäude, 1938/39 (Ensemblebestandteil) | |
| Dillinger Straße Lage            | Ensemble Ehemaliger Kasernenkomplex „Hermann Göring“         | Dillinger Straße, Flur 3, Flurstück 1/213, ehem. Pfarrhaus, 1938/39 (Ensemblebestandteil) | |
| Pfarrgasse/Marktstraße Lage      | Ensemble Pfarrgasse                                          | | |
| Pfarrgasse/Marktstraße Lage      | Ensemble Pfarrgasse                                          | Pfarrgasse 3, Bauernhaus, 2. Hälfte 18. Jh. (Ensemblebestandteil) | |
| Pfarrgasse/Marktstraße Lage      | Ensemble Pfarrgasse                                          | Pfarrgasse 5, Stallgebäude, 19. Jh. (Ensemblebestandteil) | |
| Pfarrgasse/Marktstraße Lage      | Ensemble Pfarrgasse                                          | Pfarrgasse 7, kath. Pfarrhaus (Einzeldenkmal): Der zweigeschossige traufständige Putzbau wurde um 1770 im Barockstil erbaut und besitzt zwei niedrige Anbauten. Die Fassade auf der Straßenseite ist mit zwei Geschossgesimsen gegliedert. In der mittleren der fünf Fensterachsen befindet sich über einem schmalen Sockel der Eingang. Wie die Fenster ist er von einem Segmentbogen überspannt. Im Dach befindet sich darüber eine Gaube mit Dreiecksgiebel, flankiert von zwei Mansardfenstern. | |
| Pfarrgasse/Marktstraße Lage      | Ensemble Pfarrgasse                                          | Pfarrgasse 9, Reste ehem. Haus Vollrath (Ensemblebestandteil) | |
| Pfarrgasse/Marktstraße Lage      | Ensemble Pfarrgasse                                          | Pfarrgasse 11/13, Reste ehem. Haus Vollrath, Umbau 1950–60 (Ensemblebestandteil) | |
| Pfarrgasse/Marktstraße Lage      | Ensemble Pfarrgasse                                          | Pfarrgasse 15, Wohnhaus (Ensemblebestandteil): Der Barockbau mit Mansarddach und Gauben aus der Zeit um 1730/40 ist heute modern gestaltet. Auffällig ist das bemalte, barocke Portal mit Feston und Medaille unter einer profilierten, geraden Verdachung. | |
| Pfarrgasse/Marktstraße Lage      | Ensemble Pfarrgasse                                          | Pfarrgasse 17/19, Bauernhaus, 1. Hälfte 18. Jh. (Ensemblebestandteil) Das asymmetrische Doppelhaus besitzt in Hausnummer 17 drei Achsen, in Nummer 19 zwei Achsen. Aufgrund des Gefälles besitzt das Haus Nummer 17 einen Sockel. Beide Häuser besitzen Sandsteinlaibungen. | |
| Pfarrgasse/Marktstraße Lage      | Ensemble Pfarrgasse                                          | Pfarrgasse 21/23, Wohnhaus, 1. Viertel 18. Jh., Veränderung 19. Jh., Umbau um 1920 (Ensemblebestandteil) | |
| Pfarrgasse/Marktstraße Lage      | Ensemble Pfarrgasse                                          | Marktstraße 15/17, Hangmauer, Aufgang zur Pfarrkirche mit Läden und Gaststätte, 1930–40 (Ensemblebestandteil) | |
| Außerhalb der Ortslage           | Grenzsteine des Fürstentums Nassau-Saarbrücken               | 1762 | |
| Am Bahnhof Lage                  | Stellwerk                                                    | 1910/11 | |
| Dillinger Straße                 | Pestkreuz, Wegekreuz                                         | Seine Entstehung verdankt das Kreuz wahrscheinlich dem Umstand, dass die Lebacher Bürger von der Pest verschont blieben. Eine Inschrift in einer Kartusche des Barockkreuzes belegt das Entstehungsdatum im Jahr 1757. Es könnte aber auch als Prozessionskreuz genutzt worden sein, da das Kreuz auf einem Altartisch steht. | |
| Hahn 1 Lage                      | Bauernhaus mit Wirtschaftsgebäude                            | 16. Jh., Umbau 1843 | |
| Hahn 7 (bei) Lage                | Wegekreuz                                                    | Das Barockkreuz mit Kreuzigungsgruppe wurde 1728 von Peter Puhl und dessen Ehefrau Anna aufgestellt. Es steht mit einem hohen Sockel auf einem kleinen Altartisch. | |
| Jabacher Straße                  | Stellwerk                                                    | 1910/11 | |
| Jabacher Straße 87 Lage          | Bauernhaus                                                   | 1822, Gewölbekeller 17. Jh. | |
| Marktstraße 12 (bei) Lage        | Wegekreuz                                                    | Das Sandsteinkreuz wurde im Jahr 1741 von Hans Peter Puhl errichtet. Es stand ursprünglich am Giebel des Brunnenhäuschens des Gasthauses „Zum bunten Ahorn“ in der Marktstraße und wurde nach dessen Abriss im Jahr 1928 versetzt. | |
| Marktstraße 14 Lage              | Hotel „Zum Löwen“                                            | Das prachtvolle Eckgebäude wurde 1897 im Jugendstil erbaut. Der zweigeschossige Putzbau ist mit Lisenen und Geschossgesimsen gegliedert und besitzt im Obergeschoss und der Mansarde einen Erker. Das Portal wird von Säulen toskanischer Ordnung verziert. Die Fenster im Obergeschoss besitzen Sohlbänke mit Konsolen und eine profilierte Verdachung mit Dreiecksgiebel. Die Fenster im Erker haben im Obergeschoss Kielbögen, in der Mansarde Segmentbögen. Die Doppelfenster in der Mansarde haben Dreiecksgiebel mit krönenden Vasen, die anderen Fenster runde Giebel. Der Baukörper ist vom Dach durch ein Fries und ein auskragendes profiliertes Kranzgesims getrennt. | |
| Mottener Straße 94 (nach) Lage   | Böhmerkreuz, Wegekreuz                                       | Das Wegekreuz wurde 1765 vermutlich von Johann Hugo Freiherr von Hagen zur Motten (1707–1794) aufgestellt. Im Sockel des kleinen Altars befindet sich das Wappen der Herren von Hagen mit Krone. Darüber ist auf dem Kreuzsockel eine Szene der Beweinung Christi. Zu Füßen des Kreuzes liegt ein Totenkopf als Zeichen der Vergänglichkeit. | |
| Pfarrgasse Lage                  | Friedhofskreuz                                               | Das alte Friedhofskreuz wurde um 1820 errichtet und stand ursprünglich auf dem Friedhof, der bis 1880 um die Kirche Heilige Dreifaltigkeit und St. Marien angelegt war. Als der Friedhof verlegt wurde, wurde das Kreuz an der Rückwand der Kirche aufgestellt. Es steht auf einem klassizistischen Altar mit Feston im Sockel. Unter dem Kruzifix mit Totenkopf ist ein kannelierter runder Sockel auf einem Wulst mit rechteckigem Sockel. | |
| Pfarrgasse Lage                  | Kath. Kirche Heilige Dreifaltigkeit und St. Marien           | Die neugotische Hallenkirche wurde 1881/82 von Carl-Friedrich Müller errichtet. 1967 musste der baufällig gewordene Turm ersetzt werden. Außerdem wurde dabei die kleine Sakristei durch eine größere ersetzt. Der an die Stirnseite angebaute Chor mit dreiseitigem Schluss nimmt einen gotisierten Hochaltar auf. Mittelschiff und Seitenschiff sind durch Säulen getrennt, die die Kreuzrippengewölbe tragen. Das Portal befindet sich im Turm mit oktogonalem Aufsatz und Spitzhelm. | |
| Primsweiler Straße Lage          | Torbau und Teile der Wirtschaftsgebäude von Schloss La Motte | Das barocke Schloss La Motte wurde in den Jahren 1707 bis 1711 unter Johann Wilhelm Ludwig Freiherr von Hagen (1673–1750) erbaut. Ab 1822 stand das Gut zum Verkauf, 1846 wurde es schließlich versteigert. Der Bankier Abraham Mayer ließ dann bis 1882 große Teile des Schlosses abreißen. Der übrig gebliebene Torbau war um 1860 entstanden und dient heute als Wohnhaus. | |
| Primsweiler Straße               | Erinnerungsmal für die gefallenen Turnbrüder des TV Lebach   | Der Obelisk wurde 1927 aufgestellt und erinnert an die im Ersten Weltkrieg gefallenen „Turnbrüder“ des Turnvereins Lebach. Es wurde von Mitgliedern des Vereins errichtet. Auf einer gusseisernen Tafel sind die Namen verzeichnet. | |
| Saarbrücker Straße Lage          | Kath. Kapelle St. Anna und St. Johannes                      | 1920 | |
| Saarbrücker Straße 10 Lage       | Amtsgericht mit Gefängnis                                    | Das Amtsgericht wurde in den Jahren 1905 bis 1907 nach Plänen von Matthias Becker erbaut. | |
| Saarbrücker Straße 12 Lage       | Wohnhaus mit Arztpraxis                                      | Erbaut 1880 bis 1890 | |
| Saarbrücker Straße 21 (bei) Lage | Wegekreuz                                                    | Das 1813 errichtete Kreuz erinnert an die Gefallenen der Napoleonischen Kriege der Gemeinde Lebach. Es hatte früher einen anderen Standplatz und wurde 1823 von der Gemeinde neu gestrichen. | |
| Saarlouiser Straße               | Wegekreuz                                                    | Das um 1780/90 entstandene Kreuz ist in weiß und rot gefasst. Der Sockel trägt eine große geschwungene Kartusche mit Inschrift. Der Kreuzaufsatz ist wohl jüngeren Datums. | |
| Schlesierallee                   | Wegekreuz                                                    | Das ursprüngliche Holzkreuz stellte die Familie Riehm zur Erinnerung an ihren Sohn Peter auf, der 1808 im Spanienfeldzug Napoleons gefallen war. 1891 wurde das Kreuz von den Nachkommen der Familie erneuert. 1925 stiftete die Familie das heutige Steinkreuz, in dessen hohem rechteckigen Sockel eine runde Plakette angebracht ist. | |
| Trierer Straße                   | Wegekreuz                                                    | 1830/40 | |
| Trierer Straße                   | Bildstock                                                    | Der Bildstock wurde 1920 von der Familie Johann und Anna Schäfer zum Dank der Heimkehr ihrer Söhne aus dem Ersten Weltkrieg errichtet. Auf einem Sockel mit Bogenfries und Inschrift ruht ein Madonnenbildnis, flankiert von zwei Säulen, die eine gotische anmutende Verdachung tragen. Auf dieser steht ein Kreuz. | |
| Trierer Straße Lage              | Wegekreuz                                                    | Das Kreuz wurde 1741 errichtet und 1834 renoviert. Es ruht auf einem kleinen Tisch. Der Sockel trägt eine Inschrift, die an die Stifter erinnert. | |

## Niedersaubach
| Lage                  | Bezeichnung                               | Beschreibung | Bild |
| --------------------- | ----------------------------------------- | --- | ---- |
| Antoniusstraße Lage   | Kath. Filialkirche St. Antonius von Padua | Die Kirche wurde in den Jahren 1909/10 nach Plänen des Trierer Dombaumeisters Julius Wirtz errichtet. Der neoromanische Zentralbau auf dem Grundriss eines griechischen Kreuzes ist symmetrisch gegliedert. Alle Kreuzarme sind tonnengewölbt. Einzig der westliche Kreuzarm besitzt zwei Achsen. Die Wandflächen sind durch Pilaster und Schildbögen gegliedert. Das unverputzte Äußere zeigt an der Hauptfassade eine reichere Gliederung mit gestuftem Säulenportal und Pfeifenkapitellen. Das Bogenportal wird von einer Ädikula gerahmt. Blendbögen flankieren Portal und darüberliegende Fenster. |      |
| Antoniusstraße 3 Lage | Peters Kreuz, Wegekreuz                   | Das barocke Kreuz trägt auf einer Säule mit Fuß und Kapitell eine Kreuzigungsgruppe mit Maria und Johannes. Es wurde 1733 errichtet. Säulenkapitell und -fuß tragen Kartuschen mit Inschriften. |      |

## Steinbach
| Lage                 | Bezeichnung                                                                                   | Beschreibung | Bild |
| -------------------- | --------------------------------------------------------------------------------------------- | --- | ---- |
| Auf Höchsten Lage    | Kath. Marienkapelle, sog. „Waldkapelle“, Kapellenberg mit Vortreppe, Aufgängen, Trockenmauern | Ursprünglich stand am Ort der Kapelle ab 1911 eine von einem Bergmann errichtete Mariengrotte. Da sich die Grotte zu einem Wallfahrtsort entwickelte, ließ man 1928/29 von Walter Räker von M. Angel & Co eine kleine Kapelle errichten. Der einfache Putzbau blieb auf der dreiachsigen Portalseite unverputzt. Fenster und Portal sind mit Spitzbögen ausgeführt, über dem Eingangsportal befindet sich ein rundes Fenster. Auf dem Satteldach thront ein Dachreiter. Der schlichte Saalbau wird im Inneren von einem Tonnengewölbe gedeckt.                                                                                                  |      |
| Hauptstraße 112 Lage | Kath. Kirche St. Aloysius                                                                     | St. Aloysius wurde 1912/13 von dem Architekten und Dombaumeister Julius Wirtz aus Trier erbaut. 1952/53 erfolgte der Bau des Glockenturmes nach den Plänen des Architekten Stockhausen. Die ausgemalten Gewölbe der beiden Seitenschiffe und des Mittelschiffs werden von Rundsäulen getragen. Die Fassaden der Kirche sind außergewöhnlich aufwendig gestaltet. Die Stirnseiten besitzen Schweifgiebel, auf der Ostseite liegt ein halbrunder Chor. Die Längsseiten der Kirche sind durch jeweils drei vorspringende Gebäudeteile mit Schweifgiebeln gestaltet. Der schlanke oktogonale Turm mit auffälliger Haube steht an der Nordwestseite. |      |

## Thalexweiler
| Lage                      | Bezeichnung            | Beschreibung | Bild |
| ------------------------- | ---------------------- | --- | ---- |
| Friedhofstraße Lage       | Kath. Kirche St. Alban | Ältester Teil des Kirchengebäudes ist der Turm aus der Zeit um 1470. 1784 wurde nach den Entwürfen von Nicolas Robin ein neues Kirchenschiff erbaut. 1911 wurde die Kirche um eine Sakristei erweitert. In den Jahren 1967/68 wurde die Kirche umgebaut und erweitert. Das Kirchenschiff wurde an der Nordseite nach Plänen des Architekten Heinrich Otto Vogel erweitert. Das alte barocke Kirchenschiff wurde zum neuen Altarraum. Der Saalbau mit dreiseitigem Schluss. In der unverputzten Westfassade befindet sich ein Rundbogenportal, flankiert von zwei Säulen mit korinthischen Kapitellen, auf denen ein Architrav mit Dreiecksgiebel ruht. |      |
| Schaumbergstraße          | Wegekreuz              | Das barocke Kreuz von 1777 ist eines der ältesten in Thalexweiler und wurde von der Gemeinde als Prozessions- oder Seuchenkreuz errichtet. Es steht auf einem Altartisch mit polygonalem Grundriss. Zum Schutz besitzt es ein Kupferdach. |      |
| Schaumbergstraße          | Wegekreuz              | Das Kreuz wurde 1786 von Peter Pulch und seiner Frau Maria errichtet. Das Kruzifix mit Inschrift im Sockel steht auf einem kleinen Altartisch. Das Wappen auf dem Altarfuß zeigt das Trierer Bistumskreuz, die Raben der Benediktinerabtei Tholey, die Lilien der Bourbonen und das Zeichen der Moselschiffer, einen Anker mit Sternen. |      |
| Schaumbergstraße 119 Lage | Scholzenhaus, Wohnhaus | Erbaut 1708 bis 1719 |      |